# Festival du Burg Herzberg
Le festival du Burg Herzberg est un festival de musique et de littérature consacré à la culture hippie organisé à Breitenbach, près d'Alsfeld, dans l'est de la Hesse, en Allemagne. Avec plus de 10 000 visiteurs par an, et jusqu'à 20 000 certaines années, il est à la fois le plus grand et le plus ancien festival hippie en plein air d'Europe. Fondé en 1968 en tant que festival de la relève pour les groupes de beat et de rock allemands, il a lieu — après une longue pause — de manière continue depuis 1991.

## Histoire

### 1968–1991
À l'origine, le Burg Herzberg est fondé avec l'intention de mettre sur pied un festival central de pop et musique progressive allemande. L'initiative part de la ville de Schrecksbach, dans le Land de Hesse, qui devient la première à organiser ce festival depuis 1964. Sous des appellations variables, comme le Wald-Beat-Show, le festival avait déjà organisé des événements locaux de musique beat et rock depuis 1966.
La troisième édition du festival (du 1er au 2 avril 1973) a vu des groupes comme The Petards, Amon Düül, Can, et Guru Guru. Du 7 au 8 septembre 1991, le festival a accueilli Mockers, Blues Power, Might as Well, Champion Jack Dupree, et Eb Davies Blues Band.

### 2006—2009

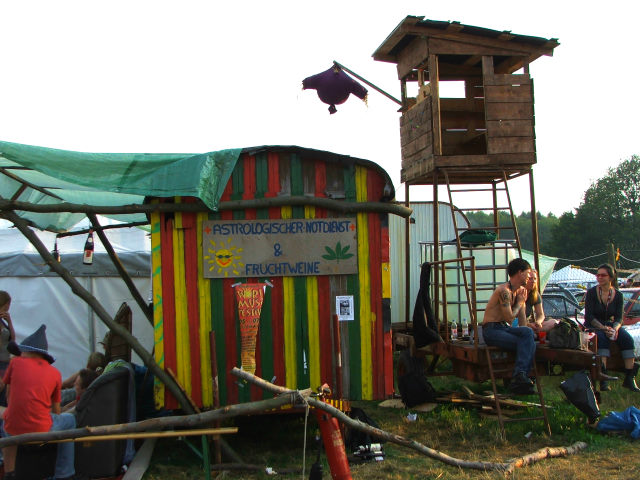
« Service d'urgence astrologique » (astrologischer Notdienst) au festival du Burg Herzberg, 2005.

La devise de l'édition 2006, Nichts, was ihr seht, ist von Bestand!, signifie « Rien de ce que vous voyez n'existe ».
L'édition 2010 fait participer Freak City Band, Aqua de Annique, Nektar, Lazuli, The Flying Eyes, Jeff Beck, Bernt Witthüser, New Model Army, Osibisa, Hasenscheiße, Hawkwind, Astra, The Brew, Roger Chapman, Cosmic Finger, Amsterdam Klezmer Band, Asaf Avidan and the Mojos, LaBrassBanda.

### 2010—2019

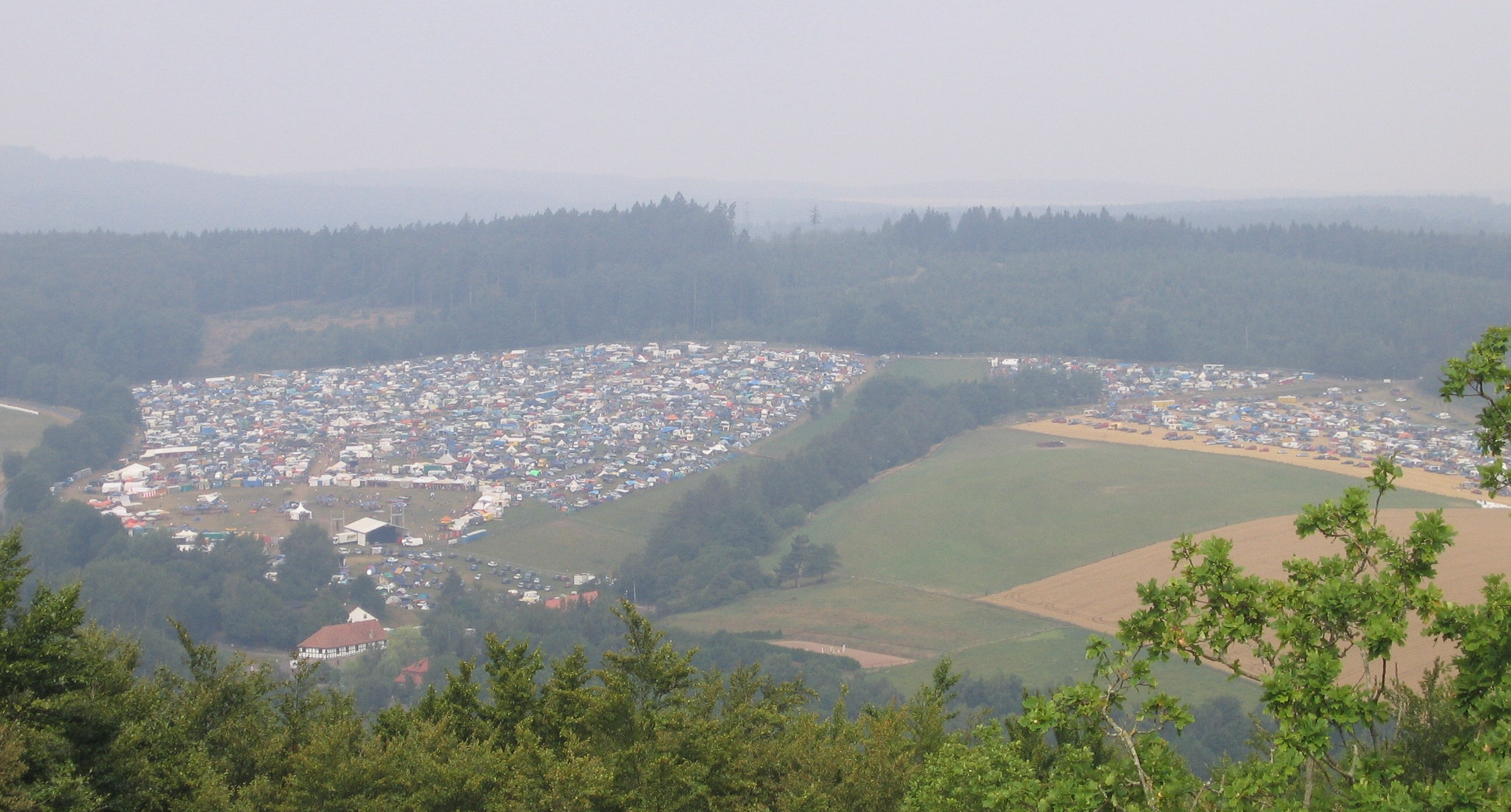
Vue globale de l'édition 2006 du festival

La programmation de l'édition 2011, rEVOLution du 14 au 17 juillet consiste en Asaf Avidan & The Mojos, Ax Genrich, Bernd Witthüser, Crippled Black Phoenix, Der tiefe Raum, Eloy, Femi Kuti & The Positive Force, Freak City Band, Graveyard, Gregg Allman, Hardin & York, Jamaram, Jimi Baribani Band, Jürgen Schwab, Magma, Marcus and The Music, Marillion, Martin C. Herberg, Motorpsycho, Oquestrada, Orange, Peter Burschs Gitarrenkurs, Station 17, Stoppok & Band, Strassenjungs, Vibravoid, Violons barbares, Weltraum
La programmation de l'édition 2012, du 19 au 22 juillet, inclut Jethro Tull, Dickey Betts, Wishbone Ash, The Tubes, Herzberg Blues Allstars (Inga Rumpf, Brian Auger, Clem Clempson, Arthur Brown), Anathema, Caravan, Tito and Tarantula, Orange, Dana Fuchs, Red Barat, Amplifier, Deadman, Hidria Spacefolk, Kamchatka, Berimbrown, Violons Barbares, Les Yeux d'la tête, Al Jawala, Freakcity Band, Sungrazer, Lonely Kamel, My Sleeping Karma, Cowboys from Hell, LAVA 303 & Band, Eclipse Sol Air.
La programmation de l'édition 2013, du 18 au 21 juillet, inclut Agitation Free, Anima Mundi, Bassekou Kouyate & Ngoni Ba, Brennente, Budzillus, Cactus, Camembert, Colour Haze XXL, Crippled Black Phoenix, David Celia, Fangnawa Experience, Garland Jeffreys, Govt Mule, Götz Widmann, Heinz Karlhausen & The Diatonics, Henrik Freischlader, Jean Paul Moustache, Kadavar, Le Maschere di Clara, Les Tambours du Bronx, Les Yeux d'la tête, Levellers, Marshall Cooper, Michelle Shocked, Mighty Vibez, Moe., Monkey 3, Moop Mama, Orange, Oranzada, Peter Burschs Gitarrenkurs, Rainer Von Vielen, Ramrods, Riverside, Royal Street Orchestra, Siyou 'n' Hell, Spin Doctors, Steve Hackett and Band. L'artiste Michelle Shocked est annulée par le festival à la suite de ses propos sur les homosexuels.
La programmation de l'édition 2014 Perfect Days, du 31 juillet au 3 août, inclut Al Jawala, Baby Elefante vom Theater, Baby Woodrose, Billy Bragg, Birth of Joy, Blues Pills, Camel, Carpet, Colour Haze XXL, Coogans Bluff, Doctor Krapula, Grained, Gypsy Ska Orchestra, Götz Widmann, Habib Koite, Jean Louis, JJ Grey & Mofro, Joe Driscoli & Sekou Kouyate, Klaus Der Geiger, Kofelgschroa, Kraan, La Caravane Passe, La Chiva Gantiva, Martin Barre, Mister And Mississippi, Moe., Ni, Okta Logue, ORCHID, PasParTouT, Patti Smith and her band, Peter Burschs Gitarrenkurs, PoiL, Provinztheater, Purple Rain, Reverend Shine Snake Oil Co., Rogues From County Hell, Rosario Smowing, RPWL, Six Nation, Station 17, Tamikrest, The Crimson ProjeKCt, Wille & The Bandits, Zodiac, Öresund Space Collective
L'édition 2017 est également marqué par le mauvais temps ainsi que par les pannes qui l'accompagnent. Sous le slogan Stardust We Are, le festival Burg-Herzberg fête son 50e anniversaire en 2018. À l'occasion de cet anniversaire, le musicien de rock progressif Peter Hammill donne un concert dans l'église évangélique de Breitenbach. Le festival se termine par la prestation d'un all-star band composé de musiciens de différents groupes - entre autres Clem Clempson (Humble Pie), Mark Clarke (Colosseum), Curt Dress (Doldinger) et Chris Farlowe (Colosseum). La présentation a été assurée par Stefan Stoppok ; le point culminant est la prestation d'Arthur Brown, les rappels interprétés en commun par les Allstars, entre autres les chansons Respect Yourself et Papa Was a Rollin' Stone.

### Depuis 2020
Les festivals 2020 et 2021 sont annulés en raison de la pandémie de Covid-19. Le 16 avril 2020, l'équipe organisatrice a annoncé l'annulation du festival dont le thème était All Together, NOW ! Pour compenser les pertes liées à cette annulation, l'équipe de l'événement avait mis en place une campagne d'aide en ligne pour les artistes et les professionnels de la culture touchés par la pandémie de Covid-19. Les billets achetés jusqu'à cette date devaient conserver leur validité pour le prochain festival, prévu du 29 juillet au 1er août 2021. Le week-end où le festival Burg-Herzberg aurait eu lieu en 2020, divers artistes de la scène musicale et littéraire alternative se sont produits en direct dans la cour du musée de Fulda. Cet événement devait servir d'alternative au festival supprimé. La série de concerts est organisée par la Herzberg Festival GmbH, le centre culturel Kreuz et l'initiative Kultur.Findet.Stadt de Fulda.
En 2022, le festival est relancé, et en 2023, un autre est organisé dans des conditions météorologiques défavorables. La situation météorologique s'avère parfois si dramatique pendant le déroulement du festival que les organisateurs ont posté un avertissement d'intempéries sur Facebook avec le contenu suivant : « Trouvez un abri sûr. Si possible, veuillez monter dans vos voitures et allumer vos feux de détresse s'il vous reste de la place pour les autres ».

## Médias

### Filmographie
- Herzberg Jam Gang 2004 (DVD)
- Burg Herzberg Festival 2005 (DVD)
- Burg Herzberg Festival 2006 (Doppel-DVD)

### DVD live
- Big Brother and the Holding Company - Hold Me (Live in Germany)
- Space Debris - Into the sun 2006
- Bröselmaschine - Live 2006
- IQ - Stage - Dark Matter Live in America and Germany
- Manfred Mann's Earth Band - Now and Then (sorti en 2009/2010)
- Manfred Mann's Earth Band - Unearthed - The Best of 1973-2005 (sorti en 2008)

### CD
- Burg Herzberg Open Air Vol. 1 - Wir sind Kinder der Revolte
- Burg Herzberg Open Air Vol.2 - Welcome to Freakcity
- Electric Milkandhoneyland
- Live at Hof Huhnstadt
- Burg Herzberg Festival V
- Fill Your Hearts with Joy and Love a Lot
- Today Is A Good Day

### Albums live
- Colour Haze - Live 2008
- Sunya Beat - Comin Soon - live 2001
- Big Brother and the Holding Company - 'Hold On' - live 2005
- W.I.N.D. - Live in the Land of Milk and Honey - live 2005
- Hidria Spacefolk - Live at Heart (2006)
- Omigosh - Rainbows on my Blue Suede Shoes (2006)
- Quantum Fantay - From Herzberg to Living-Room (2006)
- Bröselmaschine - Live (2006)
- Space Debris - Into the Sun (2006)
- Wicked Minds - Live at Burg Herzberg Festival 2006
- Areknames - Live at the Burg Herzberg Festival 2007
- Schizofrantik - Live (2007)
- Fairport Convention - Live at Open Air Burg Herzberg
- Kraan - Live 2001
- Late September Dogs - Rush (Live 2001)
- Pentangle - Live at Open Air Burg Herzberg
- Porcupine Tree - Burg Herzberg Festival 2001
- Trigon : Burg Herzberg Festival 2002
- Trigon : Burg Herzberg Festival 2003
- Trigon : Herzberg 2004
- iH8 Camera - iH8 Camera (2006)
- Embryo - Live at Burg Herzberg Festival 2007 (2007)
- The Magnificient Brotherhood - Live Ammunition (2008)
- White Cowbell Oklahoma - Viva Live Locos (live 2006) (2011)
- Vibravoid - Live at Burg Herzberg Festival 2010 (2011)
- Vibravoid - Live at Burg Herzberg Festival 2011 (2011)

### Disques
- Sunya Beat - Comin Soon (2006)
- Wicked Minds - Live at Burg Herzberg Festival 2006 (2006)
- Magnificient Brotherhood - Live at Burg Herzberg (2009)
- Vibravoid - Live at Burg Herzberg Festival 2011 (2011)

### VHS live
- Ash Ra Tempel - Live at Open Air Burg Herzberg (VHS)